# Fábrica de Harinas (Manzanares)
La fábrica de harinas de Manzanares, en la provincia de Ciudad Real (España), es un edificio de gran volumen erigido en ladrillo a finales del siglo XIX, en estilo ecléctico-historicista, testigo del empuje industrial en la citada localidad.

## Historia y descripción
De arquitectura sólida, reflejó el carácter emprendedor de una época y permitió alumbrar la mayor empresa del municipio, única en la provincia de esas características y la tercera de España en su modalidad a la altura del año 1900, que daba empleo a 170 trabajadores. La fábrica de harinas forma parte de un entorno peculiar, formado por el Puente de los Pobres y una serie de edificaciones también del siglo XIX, como son la Casa-Mirador de Azuer, el Kiosco de música del parterre, la Plaza de Toros (1900) y el edificio de la Curruca, una original muestra de gran interés etnográfico, que se asemeja a un molino pequeño, con dependencias anexas que comprenden la noria en buen estado y el aljibe [cita requerida].

## Conservación
A pesar de estar incluido en el Catálogo de Bienes y Ámbitos de Protección del Plan de Ordenación Municipal -POM- de Manzanares, se encuentra totalmente abandonado y en proceso de deterioro progresivo.